# Paulo Carneiro
Paulo Estevão Berredo Carneiro (Rio de Janeiro, 4 de outubro de 1901 — Rio de Janeiro, 17 de fevereiro de 1982) foi um químico, embaixador e escritor brasileiro. Foi membro da Academia Brasileira de Letras.

## Vida
Foi funcionário do Ministério da Agricultura, Secretário de Agricultura no Estado de Pernambuco, docente de Química Geral na Escola Politécnica e em várias instituições de ensino. Químico por formação, fez doutorado em 1931 no Instituto Pasteur, de Paris.
Foi indicado pelo governo brasileiro a participar da Primeira Assembleia Geral das Nações Unidas, realizada em 1946. A seguir foi nomeado embaixador do Brasil junto da UNESCO, função que exerceu de 1946 a 1958.
Seu fiho Mário Carneiro, por conta do trabalho de seu pai, nasceria na França; este filho se destacaria na cultura brasileira por desenvolver uma carreira cinematográfica, iniciada no movimento do Cinema Novo.

## Obras
- Introdução à história cultural e científica da humanidade, s.d.
- Idéias e problemas de nosso tempo, s.d.
- Augusto Comte, oeuvre et jeunesse, s.d.
- Roquette Pinto, 1957
- Vers um nouvel humanisme, 1970.

## Academia Brasileira de Letras
Terceiro ocupante da cadeira 36, eleito em 20 de maio de 1971, na sucessão de Clementino Fraga e recebido pelo Acadêmico Ivan Lins em 4 de outubro de 1971.